# ブラダ
ブラダ（Vlada、1995年10月1日 - ）は、ロシア・ハバロフスク出身の女優、歌手。
所属はリミックス。女性アイドルグループ「恥じらいレスキューJPN」の赤色担当。モデルとしては「ブラダ エヌ」（Vlada N）名義も使用する。
ロシア・ハバロフスク出身。4歳で両親とともに日本に来て、埼玉県育ち。国籍はロシア。母がロシア人のハーフ。6歳の時にロシア人の祖父が来日しており、ロシア語の聞き取りはできるが、読み書きはできない。

## 出演

### 映画
- あかぼし（2013年、エネサイ） - 林カノン 役 ※デビュー作[2]
- ストロボ・エッジ（2015年、東宝）

### テレビ
- 空いた枠を埋めます隊が行く（2014年、フジテレビ）
- 世界の日本人妻は見た!（2016年、TBS）
- NHK高校講座 家庭総合（2017年 - 2020年、NHK Eテレ） - アシスタント[6]

### ドラマ
- デスノート 第1話（2015年、日本テレビ）
- ウルトラマンオーブ（2016年、テレビ東京） - ナターシャ 役[2]

### 舞台
- ホテル・プラチナアイランド（2015年）
- 12人の怒れる人々（2016年）
- ピクチャー・オブ・レジスタンス（2018年）

### CM
- 明治ヨーグルトR-1（2014年 - ）
- 日本コカ・コーラ 利きコーラ（2015年）
- サーティワンアイスクリーム
- ココディール
- ケイ・ウノ

### PV
- DAIGO CHANGE !!／心配症な彼女（2014年）
- TOKIO 東京ドライブ（2015年）

### Web
- スタネット

## 作品

### イメージビデオ
- 純（2016年10月28日、グラッソ）[7]